# Pustelnik prostodzioby
Pustelnik prostodzioby (Phaethornis bourcieri) – gatunek małego ptaka z rodziny kolibrowatych (Trochilidae). Występuje w Gujanie, Surinamie, Gujanie Francuskiej, a także w Brazylii, Kolumbii, Wenezueli, Ekwadorze i Peru. Jego naturalnym środowiskiem są tropikalne, wilgotne lasy nizinne, a także i górskie.

## Morfologia
Długość ciała 12–14 cm; masa ciała 3,5–5 g.

## Podgatunki i zasięg występowania
Wyróżniono dwa podgatunki P. bourcieri:
- pustelnik prostodzioby (P. b. bourcieri) (Lesson, 1832) – wschodnia Kolumbia, południowa Wenezuela, region Gujana, północna Brazylia (na północ od Amazonki), wschodni Ekwador i północne Peru
- pustelnik lianowy (P. b. major) Hinkelmann, 1989 – Brazylia na południe od Amazonki (w dolnym biegu rzeki Tapajós)

Niektórzy autorzy uznają P. b. major za odrębny gatunek.

## Status
IUCN od 2019 roku uznaje oba podgatunki za odrębne gatunki i klasyfikuje je następująco:
- pustelnik prostodzioby – gatunek najmniejszej troski (LC, Least Concern); liczebność populacji nie została oszacowana, ale ptak ten opisywany jest jako dość pospolity; ze względu na brak istotnych zagrożeń i dowodów na spadki liczebności BirdLife International uznaje trend liczebności populacji za stabilny[3].
- pustelnik lianowy – gatunek najmniejszej troski (LC, Least Concern); liczebność populacji nie została oszacowana, trend liczebności populacji wstępnie uznany za stabilny[6].